# Marie de Bade
 (juillet 2017).
Si vous disposez d'ouvrages ou d'articles de référence ou si vous connaissez des sites web de qualité traitant du thème abordé ici, merci de compléter l'article en donnant les références utiles à sa vérifiabilité et en les liant à la section « Notes et références ».
Marie-Elisabeth-Wilhelmine de Bade née à Karlsruhe le 7 décembre 1782 et morte à Bruchsal en 1808 (soit le 20 avril soit le 8 décembre) fut l'épouse de Frédéric-Guillaume de Brunswick, un farouche opposant à la France révolutionnaire puis impériale.

## Mariage, guerre, révolution
Marie est la fille du margrave-héréditaire Charles-Louis de Bade et de la margravine née Amélie de Hesse-Darmstadt. Elle est la petite-fille du margrave Charles Ier de Bade dont la politique fit l'admiration de l'Europe des Lumières mais qui contracta dans sa vieillesse un mariage morganatique qui troubla la paix familiale et compromit sa dynastie. Des trois fils du vieux margrave, seul l'aîné a une descendance : six filles renommées pour leur beauté mais un seul fils, Charles, né en 1786.
Marie est encore une enfant quand le royaume de France, voisin du margraviat, s'enfonce dans les troubles révolutionnaires. Son grand-père accorde l'asile au duc d'Enghien. Il est même question d'un mariage avec Caroline, l'aînée de ses petites-filles, mais ne pouvant déplaire à son puissant voisin, le margrave met un terme aux pourparlers.
En 1793, une autre sœur de Marie, Louise-Augusta épouse le futur Alexandre Ier de Russie. Ce mariage ouvre la « carrière » des princesses de Bade. En ces temps troublés, devenir le beau-frère du tsar est l'assurance de trouver en la Russie une protection efficace. En 1797, Caroline épouse donc l'héritier du trône de Bavière, et Frédérique, le roi Gustave IV de Suède. En 1804, Wilhelmine épousera l'héritier du trône de Hesse-Darmstadt. 
Marie, elle, a épousé en 1802 le duc Frédéric-Guillaume de Brunswick-Wolfenbüttel. Frédéric-Guillaume est le quatrième des fils du duc de Brunswick mais le seul apte à succéder à son père. Ses trois frères aînés sont retardés mentalement et bien que l'aîné soit marié, son mariage est resté stérile. La mère du promis est fille du roi de Grande-Bretagne et son père n'est autre que le fameux auteur du manifeste incendiaire qui provoqua la chute de la monarchie en France. La princesse est donc entourée de farouches adversaires de la France et de la Révolution. 
Marie donne rapidement naissance à deux fils :
- Charles (1804-1873)
- Guillaume (1806-1884).

Entre-temps, le grand-duc héréditaire de Bade est mort au cours d'une visite à la reine de Suède laissant au jeune frère des princesses de Bade, Charles la charge d'héritier du margraviat.

## 1806,annus horribilis
Évoluant dans un cercle francophobe et anti-révolutionnaire, Marie ne peut qu'être consternée de voir l'Allemagne sous la coupe de l'empereur des Français. Le souverain à la dynastie de fraîche date réorganise le Saint-Empire Romain Germanique en Confédération du Rhin et l'empereur François II du Saint-Empire ne peut que proclamer la fin du séculaire Saint-Empire romain germanique. Selon la volonté de Napoléon, le margraviat de Bade est agrandi et devient grand-duché. Pour mieux sceller l'alliance qui unit les deux pays, l'empereur des Français donne en mariage au grand-duc héritier une nièce du premier mari de son épouse qu'il adopte et crée princesse impériale pour l'occasion, Stéphanie de Beauharnais. La jeune fille de 16 ans entre dans une famille qui la hait mais par son tact et son intelligence saura conquérir l'estime de sa belle-famille. Beau-frère du tsar, du roi de Suède et du duc de Brunswick, ses aînés de dix ans, le jeune grand-duc héritier, à peine âgé de vingt ans, ne craint pas d'afficher son admiration pour l'empereur des Français.  
Les ducs de Brunswick sont au service de la Prusse et quand celle-ci adhère à la Quatrième Coalition, le roi Frédéric-Guillaume III de Prusse, qui est un parent, n'hésite pas à demander au septuagénaire duc de Brunswick de prendre la tête de ses troupes.
Confronté à l'empereur des Français, le vieux duc essuie nombre de défaites avant de mourir de ses blessures à Altona près de Hambourg. Les femmes de la famille, qui ont trouvé protection auprès du roi de Prusse et se sont réfugiées à Prenzlau, accourent pour assister le duc dans ses derniers instants mais, les troupes françaises s'approchant et sur les conseils de l'ambassadeur d'Angleterre, prennent la fuite dès que le duc a rendu le dernier soupir. Marie accepte la proposition de sa sœur Frédérique et rejoint la cour de Suède à Malmö avec ses enfants. 
Victorieux, Napoléon entre à Berlin mais refuse de rencontrer le nouveau duc de Brunswick qui est un de ses plus acharnés ennemis. Il propose que Marie serve d'ambassadeur. La jeune duchesse quitte la Suède par le premier bateau mais un courrier de son mari lui enjoint de rester à Stralsund. En effet, Napoléon, fusionnant de facto nombre de principautés allemandes dont les duchés de Brunswick, vient de créer le royaume de Westphalie, état satellite dont il donne la couronne à son frère Jérôme Bonaparte. Il a obligé son frère à divorcer de son épouse américaine et cherche à le remarier à une princesse européenne. « L'ogre Corse » qui a contraint son frère à divorcer et fait rompre les fiançailles du frère de Marie pour lui donner en mariage une Napoléonide, ne va-t-il pas exiger de la jeune duchesse de Brunswick qu'elle quitte son mari pour lui faire épouser le nouveau roi de Westphalie ?  
Marie se réfugie auprès de sa famille à Pforzheim. Elle accouche au printemps 1808 d'une fille mort-née. Elle meurt des suites de ses couches à Bruchsal à l'âge de 26 ans.